# Liste de fromages portugais
 (mars 2009).

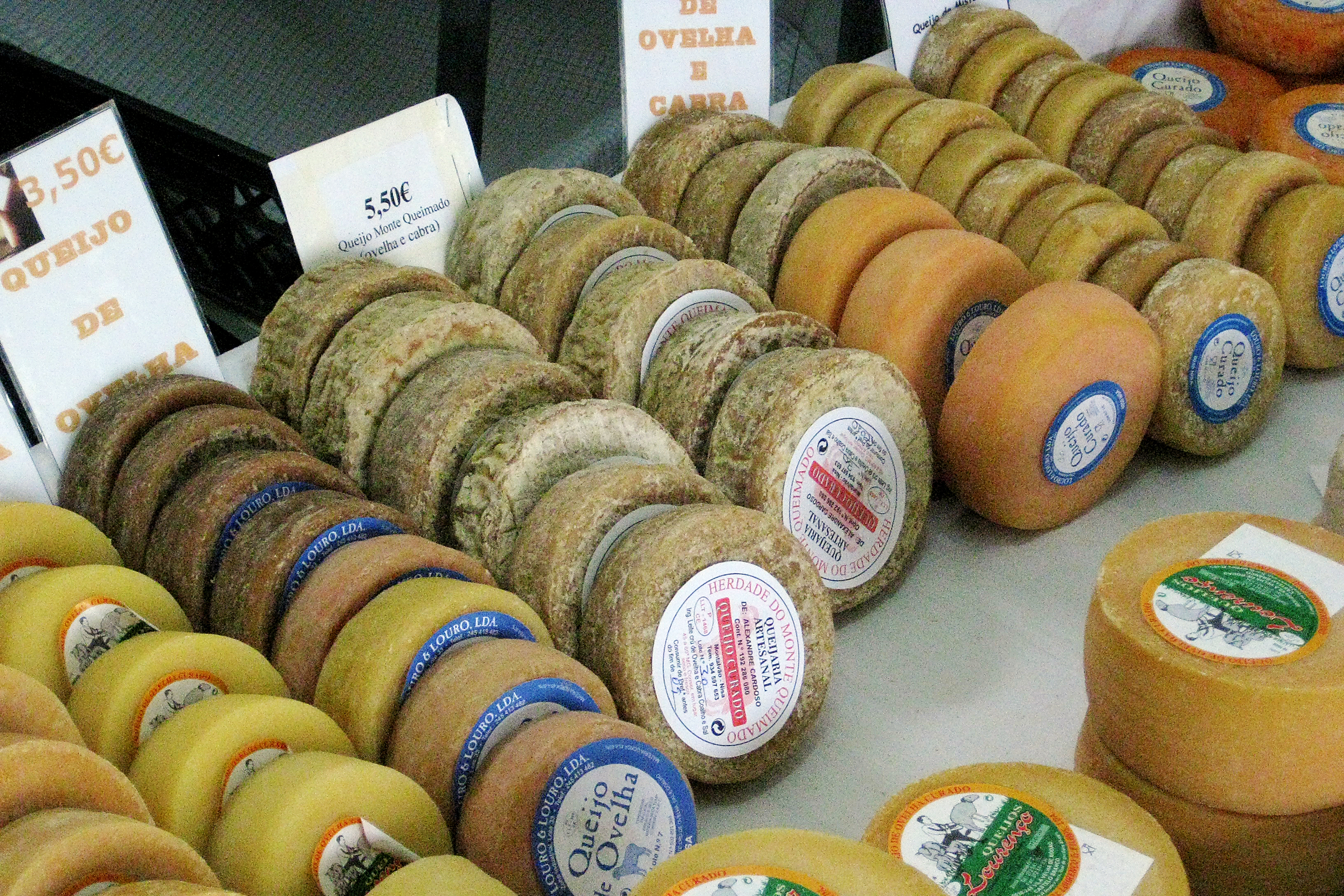
Des fromages portugais.

Le Portugal offre une variété de fromages, de très grande qualité, surtout de brebis et de chèvre, produits dans une région comprise entre les fleuves Mondego au nord, Sado au sud et Guadiana à l'est.
Ces fromages sont donc à base de lait provenant des pâturages des hauts plateaux et des alpages du massif de « Estrela » au centre-est du Portugal.
Leur fabrication reste encore très artisanale. Beaucoup de fromages sont produits par des fermiers et bergers pour leur propre consommation, et ne sont guère commercialisés.
Il existe également un type de fromage très spécifique aux Açores, au lait de vache, l'Ilha, héritage des colons flamands qui peuplèrent l'archipel.

## Fromages de pays
- Azeitão au lait de brebis, AOP
- Beira baixa, AOP
  - Amarelo da Beira Baixa, au lait de brebis, AOP
  - Cabreiro de Castelo Branco au lait de chèvre
  - Castelo Branco, au lait de brebis, AOP
  - Picante da Beira Baixa, au lait de brebis, AOP
- Cabra transmontano, au lait de chèvre, AOP
- Duprado au lait de vache
- Évora ou queijinhos do Alentejo, au lait de brebis, AOP
- Flamengos au lait de vache
- Mestiço de Tolosa, AOP
- Nisa, AOP
- Pico au lait de mélange, AOP
- Rabaçal au lait de chèvre, AOP
- Requeijao au lait de mélange
- Saloio au lait de brebis
- Santarém au lait de brebis
- São Jorge ou Queijo da ilha, au lait de vache, AOP
- Serpa au lait de brebis, AOP
- Serra de Estrela au lait de brebis, AOP
- Terrincho, AOP
- Tomar au lait de mélange